# Don Stephen Senanayake

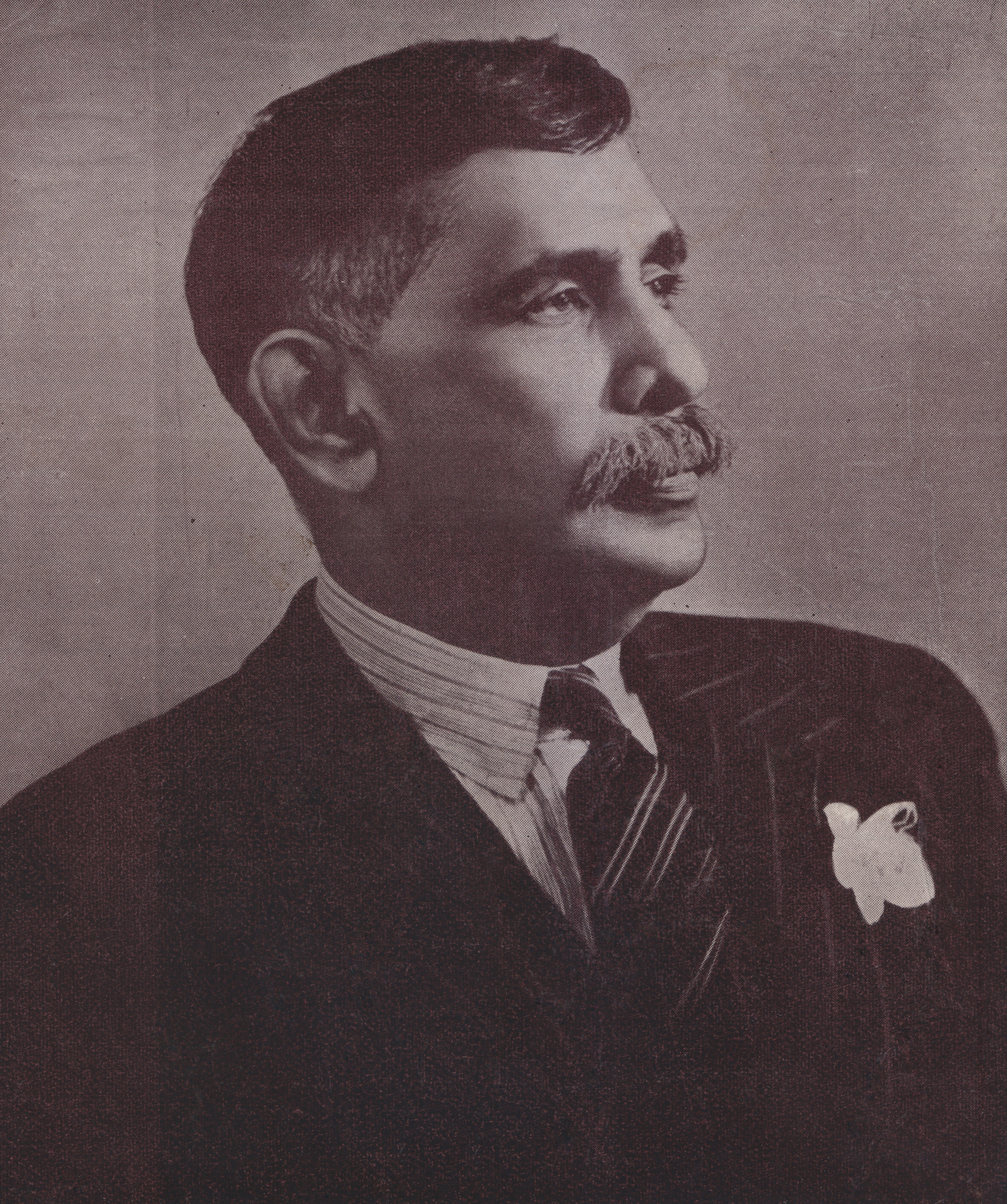
Don Stephen Senanayake (cirka 1934)

Don Stephen Senanayake, född 20 oktober 1884 i Colombo, död där 22 mars 1952, var en självständighetsaktivist som grundade Sri Lankan United National Party. Han blev den första premiärministern på Ceylon (nuvarande Sri Lanka) från 1947 till 1952.